# Francisco Pastor
Francisco Pastor Muntó (Alcoi (Alicante), Espanha, 18 de maio de 1850 – São Paulo ou Rio de Janeiro, 10 de maio de 1922), gravador afamado ao qual se devem múltiplos retratos de personagens da vida política, intelectual e económica de Portugal das últimas décadas do século XIX e das primeiras do século XX.
Foi autor dos primeiros postais ilustrados editados em Portugal e ilustrou diversas obras, entre as quais a tradução para português de D. Quichote da Mancha, de D. José Cárcomo Lobo.
Francisco Pastor nasceu em Alcoi (Espanha) no ano de 1850. Em Madrid foi discípulo do gravador espanhol José Severini, que também trabalhou em Portugal.
Francisco Pastor estabeleceu-se em Lisboa no ano de 1873 com uma oficina de gravura voltada para a produção de matrizes para a imprensa periódica. Trabalhou para o Diário Illustrado, Correio da Europa, O Ocidente, A Illustração Universal, Illustração Portuguesa, Brasil-Portugal, O Bombeiro Português, foi director artístico do Correio da Europa e editou o Almanach Illustrado e a Semana Ilustrada.
Em 1922, foi ao Brasil em missão de propaganda do Correio da Europa, tendo falecido no São Paulo ou Rio de Janeiro, em 10 de maio de 1922.